# Вампеніт
Вампеніт — рідкісний органічний мінерал з формулою C18H16, знайдений у Вампені, Фіхтельгебірге (Баварія, Німеччина).
Мінерал виявлений в рамках проєкту «Carbon Mineral Challenge».

## Схожі мінерали
Хоча вампеніт структурно є унікальним мінералом, хімічно він схожий на інші мінерали, такі як фіхтеліт, кратохвіліт, раватит, філоретин та симонеліт.